# Cedric Robinson
Cedric James Robinson (Alabama, 5 de noviembre de 1940 - 5 de junio de 2016) fue un catedrático estadounidense del Departamento de Estudios Negros y del Departamento de Ciencias Políticas de la Universidad de California en Santa Bárbara (UCSB). Dirigió el Departamento de Estudios Negros y el Departamento de Ciencias Políticas y fue el director del Centro de Investigación de Estudios Negros. Las áreas de investigación de Robinson incluyeron la filosofía política clásica y moderna, la teoría social radical en la diáspora africana, la política comparada, el capitalismo racial y las relaciones entre los medios y la política.

## Trayectoria
Robinson nació en Alabama, el 5 de noviembre de 1940. Posteriormente se mudó y creció en Oakland. Asistió a la Universidad de California en Berkeley, donde se licenció en antropología social en 1963, y en la Universidad Stanford, donde obtuvo un máster y un doctorado en teoría política en 1974.
Se convirtió en activista político durante su época de estudiante, cuando protestaba contra la administración universitaria y la política exterior e interior estadounidense junto con otros estudiantes radicales negros. Formó parte de la Asociación Afroamericana de Berkeley, un grupo estudiantil que debatía sobre la identidad negra, la descolonización africana, el racismo histórico y contemporáneo y temas afines.
El abuelo de Robinson, Winston "Cap" Whiteside, influyó en sus opiniones políticas radicales. Su abuelo se vio obligado a huir después de defender a su esposa Cecilia, la futura abuela de Robinson, de un jefe abusivo en su ciudad natal de Mobile, Alabama, y decidió irse a California durante la Gran Migración Afroamericana de los años 20. Robinson mencionó a CLR James y Terence Hopkins como otros pensadores que marcaron su perspectiva política.
Después de dejar Berkeley, Robinson fue reclutado por el Ejército de Estados Unidos y también trabajó en el Departamento de Libertad Condicional del Condado de Alameda. De 1971 a 1973, fue profesor de Ciencias Políticas y Estudios Negros en la Universidad de Míchigan. En 1973, Cedric aceptó su primer trabajo permanente en la Universidad de Binghamton-Universidad Estatal de Nueva York. En 1978, Robinson se unió a la facultad de la Universidad de California, en Santa Bárbara, y se convirtió en director del Centro de Investigación de Estudios Negros.
En 1980, tratando de corregir lo que consideraban un sesgo generalizado de los medios de comuniación, así como la dejadez de los mismos al aceptar lo que La Casa Blanca, el Departamento de Estado y El Pentágono decían sobre el Tercer mundo y las relaciones estadounidenses con él, Robinson y el estudiante de la UCSB Corey Dubin pusieron en marcha Third World News Review (TWNR) en la emisora de radio universitaria y comunitaria KCSB. Cinco años después, el programa se emitió en la televisión de acceso público. Desde 1980, los estudiantes de UCSB del Tercer mundo y otros profesores de UCSB han contribuido al programa, lo han producido o ambas cosas.
Robinson, autor de cinco libros, también publicó artículos en revistas académicas y antologías sobre temas que van desde el pensamiento político en los Estados Unidos, África y el Caribe hasta la teoría social occidental, el cine y la prensa.

## Obra
- 1980 – Terms of Order: Political Science and the Myth of Leadership. State University of New York Press.
- 1983 – Marxismo negro. La formación de la tradición radical negra. Zed Books. (Publicado en español en 2021 por Traficantes de Sueños. ISBN 978-84-122762-6-8)[7]
- 1997 – Black Movements in America. Routledge.
- 2001 – An Anthropology of Marxism. Ashgate Publishing.
- 2007 – Forgeries of Memory & Meaning: Blacks & the Regimes of Race in American Theater & Film Before World War II. University of North Carolina Press.